# حكومة المنفى الهولندية

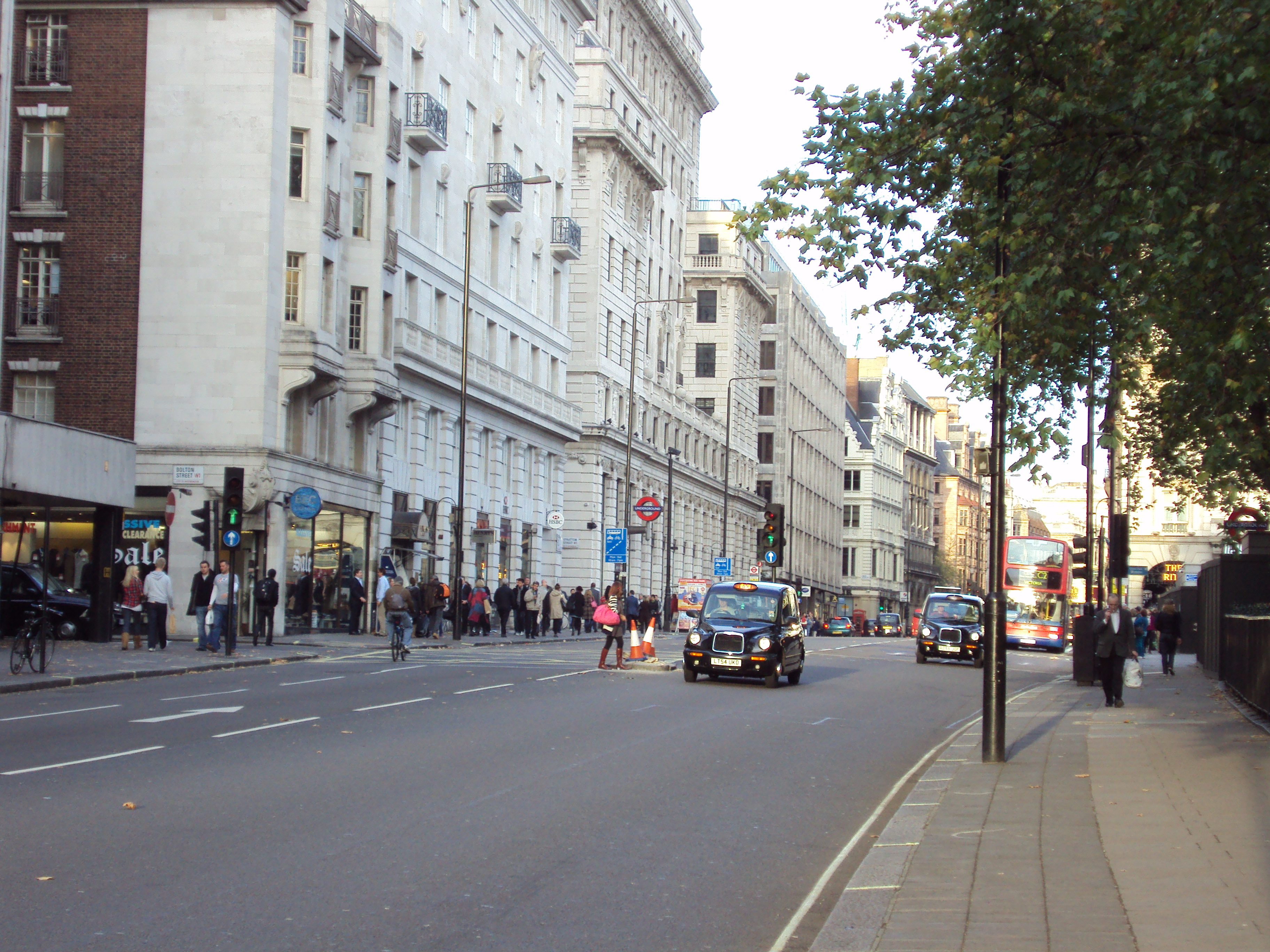
منزل ستراتون بيكاديللي بجانب جرين بارك، حيث كان مقر الحكومة الهولندية في لندن

حكومة المنفى الهولندية (بالهولندية:Nederlandse regering in ballingschap)، المعروفة أيضاً باسم مجلس وزراء لندن (بالهولندية: Londens cabinet) كانت حكومة في المنفى من هولندا برئاسة فيلهلمينا ملكة هولندا، التي تم نفيها إلى لندن بعد معركة هولندا من البلاد خلال الحرب العالمية الثانية.

## الخلفية والنفي
قبل عام 1940 كانت هولندا بلداً محايدة، وعلى علاقة جيدة مع ألمانيا بشكل عام. وفي مايو 1940 هربت الملكة فيلهلمينا إلى لندن، وتبعتها الحكومة الهولندية برئاسة رئيس الوزراء دي الجير بعدها بيوم. وبعد الغزو الألماني تأسست الحكومة في بيت ستراتون في منطقة بيكاديللي بلندن، أمام جرين بارك  في البداية كان أملهم أن فرنسا ستعيد تجميع صفوفها وتحرير البلاد. وعلى الرغم من أن هناك محاولة في هذا الاتجاه إلا أنها سرعان ما أخفقت لأن قوات الحلفاء قد حُوصروا وأجبروا على الرحيل من معركة دنكيرك.

## المنفى في لندن
لأن أمل هولندا من أجل التحررهو في دخول الولايات المتحدة أو الاتحاد السوفيتي في الحرب عزلت الملكة رئيس وزرائها دي الجير، وعينت بدلاً منه بيتر Sjoerds Gerbrandy ، الذي عمل مع تشرشل وروزفلت حول سبل تمهيد الطريق للدخول الأميركي. وكانت أروبا مع كوراساو والتبعيات آنذاك من الأماكن المصدرة للنفط والمورد الرئيسي للمنتجات المكررة للحلفاء أصبحت أروبا محمية بريطانية 1940-1942، ومحمية الولايات المتحدة من 1942 إلى 1945. وفي 23 نوفمبر 1941 بموجب اتفاق مع حكومة هولندا في المنفى احتلت الولايات المتحدة مستعمرة سورينام لحماية مناجم البوكسيت. تم فرض مقاطعة النفط في اليابان، مما ساعد على إشعال الهجوم على بيرل هاربر.
في سبتمبر 1944 بدأت الحكومة البلجيكية في المنفى والهولندية واللوكسمبرجية في صياغة اتفاق حول إنشاء البنلوكس  ووقعت الاتفاقية في لندن في 5 سبتمبر 1944
وتصرف الملكة هذا الغير عادي تم التصديق عليه في وقت لاحق من قبل البرلمان الهولندي في عام 1946. وأطلق عليها تشرشل «الرجل الوحيد في الحكومة الهولندية» 